# German Datacenter Association
Die German Datacenter Association e. V. (auch GDA, englisch für: Deutscher Rechenzentrumsverband) ist ein Branchenverband für Betreiber und Inhaber von Rechenzentren in Deutschland. Der Verband hat die Rechtsform des eingetragenen Vereins und seinen Sitz in Frankfurt am Main.

## Geschichte
Gegründet wurde der Verein am 23. April 2018 unter der Registernummer VR 16219 (1) beim Amtsgericht Frankfurt am Main. Die politische Arbeit startete 2022, indem sich die GDA in die Gestaltung des Energieeffizienzgesetzes (EnEfG) einbrachte. Im EnEfG wurde vor allem auf Abschnitt 4, § 11 bis § 17 eingewirkt. Einzelne Anforderungen des EnEfG kritisiert die GDA weiterhin. Seit 2022 vergibt die GDA einen Förderpreis an Hochschulabsolventen und Unternehmen im Rahmen der jährlichen Verbandskonferenz.

## Mitglieder
Zu den aktuell 224 Mitgliedern (Stand: April 2025) gehören Betreiber und Inhaber von Rechenzentren sowie IT-Komponentenherstellern, Service- und Prüfdienstleister, Kommunen und Bildungseinrichtungen. Die zehn größten Rechenzentrumsbetreiber in Deutschland nach installierter IT-Leistung (NTT, Equinix, Digital Realty, Vantage, CyrusOne, Iron Mountain, Telehouse Europa und Colt DCS) werden von der GDA als Mitglieder gelistet. Zusammen repräsentieren diese Unternehmen über 90 % des deutschen Rechenzentrumsmarktes, wobei der Großteil dieser Kapazität in Frankfurt bereitgestellt wird. Die GDA habe sich damit als „als wichtigste Lobby-Vertretung der Rechenzentrumsbranche etabliert.“

## Verbandsziele
Laut Satzung hat sich der Verband zur Aufgabe gemacht, die Rahmenbedingungen für das Betreiben von Rechenzentren in Deutschland nachhaltig zu verbessern.
Die GDA vertritt ihre Mitglieder in Bezug auf Gesetze, Bestimmungen, Standards, Normen und politische Fragen in den entsprechenden Gremien. Mit seinen Mitgliedern entwickelt der Verband Standards und Normen zur Konzeption von Rechenzentren, initiiert und realisiert Studien und Forschungsvorhaben rund um Rechenzentren. Gemäß der Satzung liegt hierbei ein besonderer Schwerpunkt auf der Verbesserung der Energieeffizienz und Nachhaltigkeit von Rechenzentren. Übergeordnetes Ziel ist es, die Investitionsattraktivität von deutschen Rechenzentrums-Standorten zu steigern, das Wachstum der Branche zu stärken und ihre Wahrnehmung in Wirtschaft, Gesellschaft und Politik zu verbessern. In Frankfurt wehrt sich der Verband gegen Umweltauflagen der Stadt an Rechenzentrumsbetreiber, auf Bundesebene werden die Anforderungen durch das Energieeffizienzgesetz an Rechenzentren kritisiert, die die Branche kaum erfüllen könne.

## Kompetenzgruppen
Die fachliche Arbeit zu den Kernthemen der German Datacenter Association wird von den Kompetenzgruppen der GDA (3) geleistet, in der die Mitglieder ihre Expertise bündeln.
Edge Computing
Die Kompetenzgruppe GDA Edge Computing hat es sich zum Ziel gesetzt, eine Edge-Computing-Strategie für Länder, Kommunen und Unternehmen zu erarbeiten. Ein Positionspapier mit konkreten Handlungsempfehlungen soll die Akteure bei dem Aufbau eines digitalen Ökosystems in Theorie und Praxis unterstützen.
Energy Efficiency / Sustainability
Um die Voraussetzungen für eine nachhaltige Rechenzentren-Wirtschaft in Deutschland zu erarbeiten, geht die Kompetenzgruppe GDA Energy Efficiency / Sustainability in den aktiven Dialog mit Netzbetreibern, Städteplanern und der Politik. Ziel ist es, gemeinschaftliche Lösungen zu erarbeiten.
Image
Mit gezielter Öffentlichkeitsarbeit strebt die Arbeitsgruppe GDA Image die Verbesserung der Transparenz und Wahrnehmung der Rechenzentrumsbranche in breiten Teilen der Gesellschaft an.
Politics
Die Kompetenzgruppe GDA Politics hat es sich zum Ziel gesetzt, als Interessenvertretung der Verbandsmitglieder in den aktiven Dialog mit Politik und Kommunen zu treten, um ein gegenseitiges Verständnis für die kommunalpolitischen und -strategischen Belange, die Erfordernisse der Rechenzentrumsentwickler und -betreiber sowie die Erwartungen der Öffentlichkeit zu generieren.
Real Estate
Die Kompetenzgruppe GDA Real Estate möchte den Dialog zwischen Rechenzentrumsbetreibern und lokalen Akteuren der Immobilienwirtschaft befördern: beide Seiten sollen über die Belange der jeweils anderen Seite informiert und miteinander verknüpft werden, um eine bessere Zusammenarbeit zu ermöglichen und eine weitere Expansion der Rechenzentren in Deutschland zu unterstützen.
Talents
Die Arbeitsgruppe GDA Talents fokussiert die Fachkräfte- und Nachwuchsförderung: Die Kompetenzgruppe möchte Fachkräften und Quereinsteigern die Berufschancen in der Rechenzentrumsbranche aufzeigen sowie interessierte Auszubildende und Studierende mit dem Arbeitsfeld Rechenzentrum vertraut machen.
Mit dem Nachwuchsförderpreis unterstützt der Verband Studierende und Promovierende, die sich mit Themen im Bereich Rechenzentren und Digitalisierung beschäftigen. 2021 erstmals ausgeschrieben, honoriert der Preis herausragende Bachelorarbeiten, Masterarbeiten und Dissertationen. Der Sonderpreis „Nachhaltige Rechenzentren“ richtet sich ebenfalls jährlich an Studierende, insbesondere aber auch an Start-up- und innovative Unternehmen, die mit ihren Konzepten, Produkten oder Services einen Beitrag zur Verbesserung der Nachhaltigkeit in Rechenzentren leisten.

## Veranstaltungen
Die German Datacenter Association organisiert bundesweit jährlich mehrere Veranstaltungen, die sich explizit an ihre Mitglieder, aber auch an die Politik und die Öffentlichkeit richten. Unter anderem wurde 2023 ein Tag der offenen Rechenzentren vom Verband organisiert und in 14 Städten in Deutschland umgesetzt, um die öffentliche Wahrnehmung von Rechenzentren zu stärken. Diese Initiative fand 2024 erneut bundesweit unter der Schirmherrschaft von Stefan Schnorr, Staatssekretär im Bundesministerium für Digitales und Verkehr, an 26 Standorten in 16 Städten statt. Öffentliche Besichtigungen von Rechenzentren sind üblicherweise nicht möglich, da Rechenzentren häufig zur kritischen Infrastruktur gehören oder die Betreiber aufgrund der hohen Sicherheitsanforderungen Besichtigungen ablehnen.
Der Verband organisiert jährlich – erstmals 2022 – die German Datacenter Conference (englisch für: Deutsche Rechenzentrum-Konferenz). Internationale Experten referieren und diskutieren interdisziplinär Entwicklungen und Trends in der Digitalisierung sowie Investitionsstrategien und Geschäftsmöglichkeiten in der Rechenzentrumsbranche.
Um auf europäischer Ebene die Kompetenzen zu bündeln und gemeinschaftlich die digitale Souveränität Europas zu sichern, kooperiert die GDA seit 2021 länderübergreifend mit Initiativen und Verbänden in den Nachbarländern. Zu ihren Kooperationspartnern gehören der en:Climate Neutral Data Centre Pact, der niederländische Verband „Dutch Data Center Association“, der französische Verband „France Datacenter“, der dänische Verband „Datacenter Industry“, der italienische Verband „Italian Datacenter Association“, der österreichische Verband „Austrian Datacenter Association“ und der spanische Verband „Spain DC“.

## Geschäftsführung und Vorstand
Der Verband wurde 2018 von Harry Schnabel gegründet.
Seit April 2021 ist Anna Klaft Vorsitzende der GDA. Das Amt des stellvertretenden Vorsitzenden nimmt seitdem Peter Pohlschröder wahr. Beide wurden im April 2024 für eine weitere Amtszeit bestätigt.